# Simbor
Simbor é um pequeno território de 0,91 km² situado na enseada de Simbor a pouco mais de 20 km a leste de Diu. Pertenceu a Portugal até 1961.
É constituído por duas faixas de terra de cada lado de um esteiro (Rio Vançoso) e por uma pequena ilhota onde se situa o Forte de Santo António. Era um antigo porto de aguada.

## Ver também

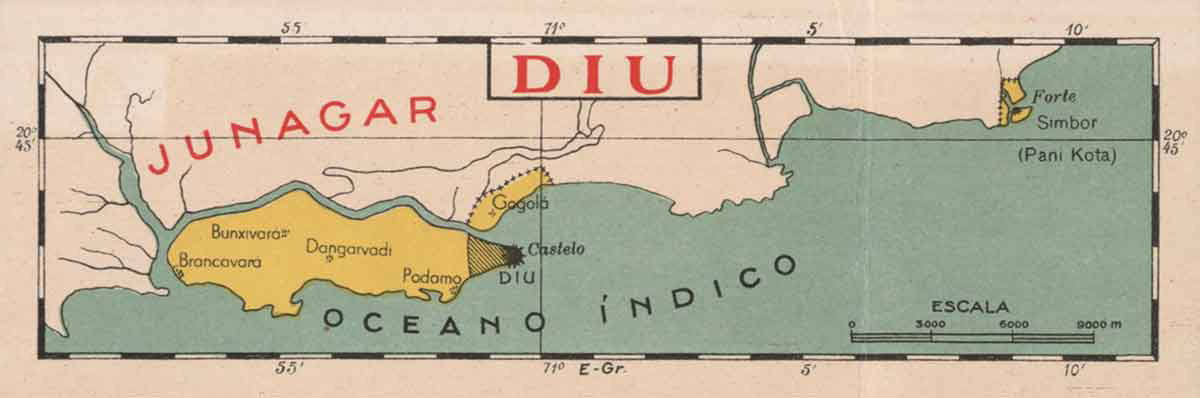
Mapa de Diu, com a localização de Simbor